# David Morales Bello
David Morales Bello (Ciudad Bolívar, 4 de diciembre de 1924 - Caracas, 13 de abril de 2004) fue un abogado y político venezolano, dirigente del partido Acción Democrática (AD).
Fue un luchador político, especialista en derecho penal y derecho agrario, egresado de la Universidad Central de Venezuela (UCV), donde se destacó como dirigente estudiantil.
Además, es considerado como uno de los dirigentes insignes de Acción Democrática, partido del que formó parte hasta su muerte en 2004.

## Biografía
David Morales Bello nació el 4 de diciembre de 1924 en Ciudad Bolívar, estado Bolívar, Venezuela. Fue hijo de José Ramón Morales y Josefa Bello de Morales. 
Hizo sus estudios de primaria en la Escuela Tomás de Heres y egresó como bachiller del Liceo Peñalver, formando parte de la Promoción Fermín Toro (1945-1950).
En 1942, Morales Bello asumió el cargo de secretario general de la Federación de Estudiantes de Venezuela, seccional Bolívar, cargo que ejerció hasta 1944, cuando viajó a Caracas para comenzar sus estudios de Derecho en la Universidad Central de Venezuela, donde al poco tiempo fue designado como delegado ante el Consejo de la Facultad. Desempeñó esta función hasta 1947, cuando fue nombrado miembro del Comité Central de la Federación de Estudiantes.
Recibió su título en Derecho en 1950, tras presentar la Tesis de Grado “La Reforma Agraria en Venezuela”, que le valió la mención honorífica por parte del jurado examinador. Morales Bello también hizo un doctorado en Ciencias Políticas.
Su vida sentimental estuvo marcada por dos matrimonios. Primero, se casó con Luisa Gómez Peñalver, con la que tuvo tres hijos: José Alberto (18/03/1946), Josefa Yolanda 'Fefa' (29/11/1947) y María Eugenia 'Jenny' (05/08/1949). En segundas nupcias, se casó con Raquel Arago Rodríguez 'Muñeca', con quien procreó cinco hijos: David José (24/03/1958), Iván David (19/06/1959), Milton David (19/12/1960), Igor David (18/08/1961) y Nelson David (25/08/1968).

## Carrera política
Tras recibir el título de Abogado de la República, David Morales Bello comenzó a ejercer en simultáneo los compromisos de su profesión con tareas que le asignaba el partido Acción Democrática. Gran parte de estas tareas tuvieron que llevarse a cabo de forma clandestina, bajo el seudónimo de “Daniel”, tras la instalación de la dictadura militar de Marcos Pérez Jiménez.
Primeramente, durante el breve gobierno de  Rómulo Gallegos (1948), Morales Bello fue nombrado director del Gabinete del Ministerio de Comunicaciones, cuyo titular era el doctor Leonardo Ruiz Pineda.
Tras el Golpe de Estado de Pérez Jiménez a Gallegos el 24 de noviembre de 1948, se impuso la dictadura militar y Morales Bello fue perseguido y encarcelado en varias oportunidades (Cárcel del Obispo y Cárcel Modelo de Caracas) por el régimen perezjimenista.
Primero, le siguieron un juicio militar, junto a otros dirigentes de Acción Democrática, por un presunto plan para atentar contra la vida del dictador Pérez Jiménez. Pero, todos los acusados salieron airosos, fundamentalmente gracias a la ayuda prestada por el comandante (Ejército) Rendón Carrillo.
Víctima de una brutal persecución, Morales Bello logró que le otorgaran asilo político en la Embajada de Ecuador, ya que la Seguridad Nacional, policía política del régimen militar, lo solicitaba “vivo o muerto”.
Después logró huir a Guayaquil, Ecuador. Posteriormente viajó a Curazao y desde allí ingresó clandestinamente a Venezuela, aunque  tuvo que volver a exiliarse con rumbo a la isla de Trinidad, donde residió durante tres años y medio.
En 1957, Morales Bello regresó a Caracas y se incorporó a la lucha clandestina en la actividad política hasta que Marcos Pérez Jiménez fue derrocado el 23 de enero de 1958.
El último allanamiento realizado por la Seguridad Nacional a la residencia familiar del dirigente -ubicada en el apartamento N° 1 del Edificio Ávila, avenida Victoria de la urbanización Las Acacias (Caracas)- sucedió solo dos días antes de la caída del régimen, el 21 de enero de 1958. Pero, este allanamiento resultó infructuoso ya que Morales Bello se encontraba “enconchado” (escondido) en la casa de habitación del Sr. Jerges Valero F., dirigente de Acción Democrática.

### Asesinato de Ruiz Pineda

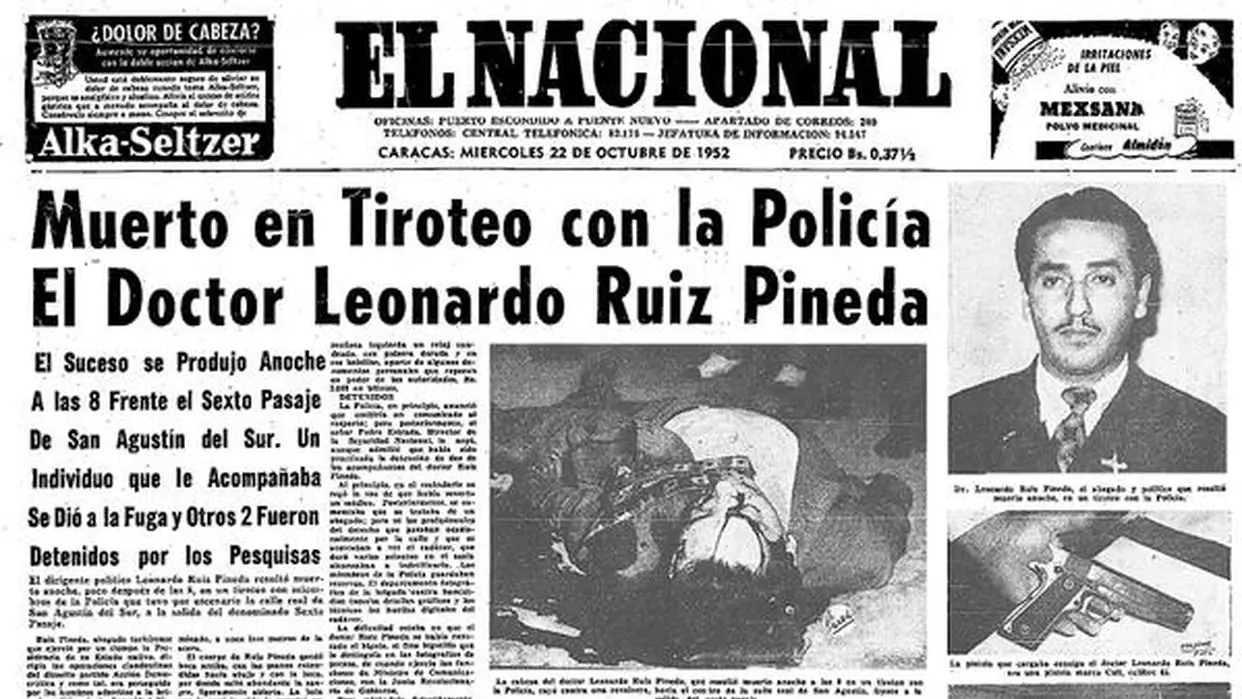
David Morales Bello logró salvar su vida en la refriega en la que murió Leonardo Ruiz Pineda

Bajo el cumplimiento de sus tareas clandestinas, Morales Bello por poco pierde la vida en medio de una refriega con la Seguridad Nacional en la avenida principal de San Agustín del Sur, adyacente al callejón La Cocinera, donde murió el doctor Leonardo Ruiz Pineda.
A David Morales Bello lo quisieron implicar por haber logrado salvar su vida en la balacera.
“Recuerdo que cuando ocurrió el asesinato de Leonardo Ruiz Pineda, estando David en primera fila, jugándose la vida, jugándoselo todo, unos desgraciados críticos a distancia llegaron a calumniarlo, y él no fue capaz de pronunciar una palabra en su propia defensa. Fueron la propia viuda y los familiares de Leonardo Ruiz Pineda y aquel testimonio de coraje partidista de Segundo Espinoza, quienes se encargaron, afortunadamente, de disipar aquella desgraciada calumnia que pretendió insultar a quien se estaba jugando allí la vida mientras otros daban órdenes a distancia”, contó Henry Ramos Allup, dirigente de Acción Democrática. 

### Extradición de Pérez Jiménez

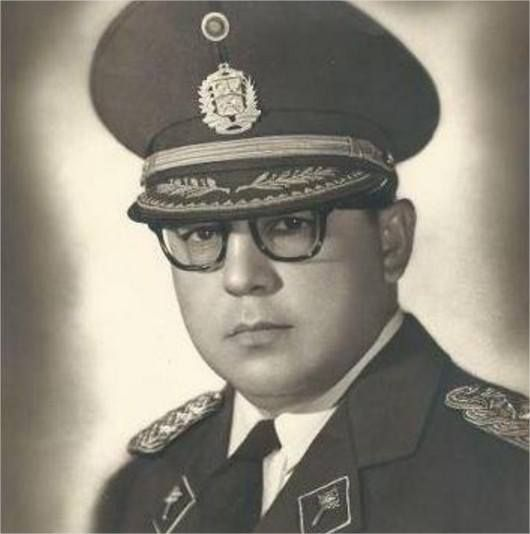
Morales Bello jugó un papel clave para el enjuiciamiento a Marcos Pérez Jiménez

A partir de los sucesos del 23 de enero de 1958, David Morales Bello fue nombrado vicepresidente del Colegio de Abogados, así como secretario nacional de Profesionales y Técnicos de Acción Democrática.
Como abogado le correspondió representar al Estado venezolano, mientras Rómulo Betancourt era presidente, ante los Tribunales de Miami, Florida en los Estados Unidos, en el juicio de extradición contra Marcos Pérez Jiménez, en el que logra con éxito la repatriación del dictador para que fuera juzgado y condenado por delitos contra la Cosa Pública (Enriquecimiento Ilícito).
Al respecto, Henry Ramos Allup dijo: “Cuando la democracia tuvo urgencia, para dar ese ejemplo histórico que cundió por toda la América Latina, de extraditar por la justicia de su pueblo a un dictador rapaz, esa causa brincó y saltó de unos a otros abogados líderes acreditados de Venezuela que decían que era imposible. Muchos gestionaron ante las autoridades americanas la extradición de Pérez Jiménez y cuando el gobierno de Rómulo Betancourt tuvo el tino, el acierto de nombrar a David Morales Bello como abogado ad honorem de la causa de la democracia venezolana, de la honestidad administrativa, los acreditados abogados norteamericanos que llevaban la causa en los Estados Unidos exclamaron: ‘Por fin Venezuela nos mandó un abogado’. Y ese abogado fue David Morales Bello, quien trajo a Pérez Jiménez para someterlo a una administración de justicia imparcial, una verdadera administración de justicia y un ejemplo aleccionador. Por eso Morales Bello se hizo acreedor, merecidamente, de la Orden del Libertador en su primera clase, otorgada por el gobierno de Rómulo Betancourt”. 

#### Discurso del 2 de marzo de 1969
Más adelante, el 2 de marzo de 1969, David Morales Bello, en sesión de la Cámara de Diputados del Congreso, a nombre de Acción Democrática, rechazó que Marcos Pérez Jiménez (quien se encontraba en el exilio) pudiera ocupar un curul en la Cámara de Senadores. Al respecto, expresó: 
“Pérez Jiménez no ha tenido el valor de presentarse hoy en el hemiciclo de la Cámara del Senado para escuchar lo que el pueblo tiene que decirle a través de sus auténticos representantes, y para decir lo que él considere como su defensa, tiene que estar siendo defendido en ausencia por prosélitos, cuyos esfuerzos acaban de dirigirse, aviesamente, contra juicios de gran significación”. 
Esa mañana, Morales Bello también argumentó a la Cámara que Marcos Pérez Jiménez no podía ser senador puesto que había cumplido condena en la Cárcel Modelo de Caracas por haberse apropiado dolosamente de los dineros públicos y seguían en curso, otros juicios por peculado.
“Objetivamente hablando, y sin que nadie nos pueda desmentir, podemos mostrar un certificado de antecedentes penales de quien fue reo condenado por la Corte Suprema de Justicia por delitos contra la causa pública. Y es un deshonor, como lo han dicho recientemente voceros de la prensa latinoamericana, que quien en su certificado de antecedentes penales aparece como ex-recluso de la Cárcel Modelo, de donde salió después de pagar pena de prisión por haberse apropiado dolosamente de los dineros públicos, pretenda ahora ignorar esos antecedentes y venir a compartir sitio de honor en las Cámaras Legislativas con quienes fueron sus víctimas. Ese régimen, durante el cual se atentó contra la vida del presidente electo doctor Rafael Caldera, para obligarlo a separase de la defensa judicial de la esposa (demandada por divorcio) del jefe de la policía política dictatorialista, lanzándose por la noche una bomba explosiva en su casa de habitación, a consecuencia de lo cual estuvo a punto de morir el niño que habitualmente dormía en la cuna dentro de la cual cayó la bomba. Pérez Jiménez se comportó como el más avaro de los peculadores conocidos por la historia contemporánea de nuestros países americanos. No es este el momento para discutir un juicio que está cursando ante la Corte Suprema de Justicia y respecto al cual deberá pronunciarse el más alto Tribunal de la República en un tiempo que consideramos breve. Ojalá que en alguna oportunidad se presente en las Cámaras Legislativas la discusión de ese juicio para demostrarles a quienes se creen con conocimientos jurídicos y asuman posiciones defensivas que carecen de razones legales, así como carecen de moral política; los defensores de quienes confunden la administración pública con la oportunidad de enriquecerse ilícitamente y de quien, ahora mismo, se pasea ostentoso por Suramérica, acompañado de dos de sus más funestos colaboradores durante su régimen despótico”, expresó Morales Bello.

### Ilegalización del Partido Comunista de Venezuela
Como profesional del Derecho, la carrera de David Morales Bello quedó marcada también por su participación en el juicio de ilegalización del Partido Comunista de Venezuela y del Movimiento de Izquierda Revolucionaria, en el que, además, logró el allanamiento a la inmunidad parlamentaria de los diputados y senadores al Congreso Nacional, de ambos partidos, por haber tomado el camino de las armas en contra del gobierno legítimamente constituido y por ocasionar la muerte de integrantes de la Fuerza Armada Nacional y de funcionarios policiales.
También ejerció como abogado encargado de las defensas penales de los funcionarios adscritos a la Policía Municipal del Distrito Federal y, posteriormente, le correspondió, ante la Cámara de Diputados del Congreso Nacional, asumir la defensa política del presidente de la República en funciones, Carlos Andrés Pérez, en el caso conocido como “Sierra Nevada”, logrando un rotundo éxito político y judicial.

### Rivalidad con Rafael Caldera

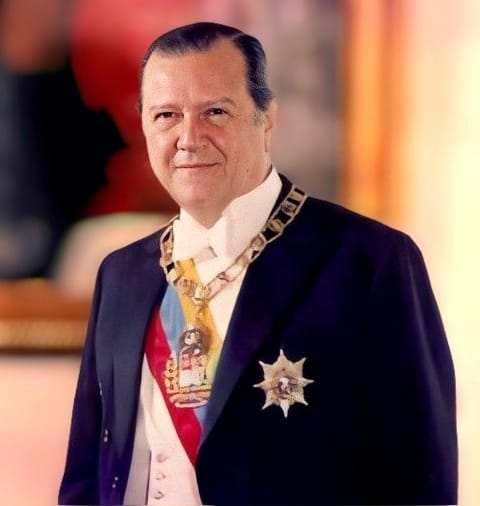
Expresidente venezolano Rafael Caldera

David Morales Bello siempre fue rival de l expresidente Rafael Caldera tanto en el Congreso como en la carrera por la Presidencia de la República. En una entrevista concedida al periodista Alfredo Peña, Morales Bello aseguró:
“Me opongo a que Caldera vuelva a ser presidente. Hay que advertir que él hizo un mal gobierno y nada hace presumir que a partir de 1984 lo hará mejor. Como venezolano me siento en la obligación de evitar al país otro arribo de Caldera al poder. Caldera es vencible, derrotable y vulnerable. Caldera hizo un gobierno intrascendente y, por su propia insatisfacción, quiere volver al poder.
Yo considero que el doctor Caldera efectivamente es una persona de talento, se ha dedicado a cultivar su inteligencia y ha alcanzado un alto nivel de conocimientos. Pero por su prepotencia y soberbia características insiste en colocarse en unos niveles de superioridad que lo conducen a situar sus cualidades en un nivel que nadie puede alcanzar”. 

### Acusaciones de corrupción
A David Morales Bello nunca pudieron comprobarle algún hecho ilícito durante todo el ejercicio de su carrera política. Consultado por el periodista Alfredo Peña, expresó lo siguiente:

“Rechazo plenamente eso de que yo sería algo así como un todopoderoso que se armó de una estructura para montarse en ella y valido de su fuerza llegara a hacerse de una posición. Como profesional del derecho he sido y soy un estudioso de las ciencias jurídicas. He sido sometido a pruebas y de ellas he resultado airoso. No soy un aventurero de la abogacía sino un abogado que nunca se ha apartado del cultivo de una ciencia cuyo conocimiento no es posible alcanzar a plenitud por muchos años que llegue a ser la existencia física. He actuado en casos de bastante resonancia nacional e internacional.
Esto explica que quienes no han podido dar otra motivación para mi éxito profesional hayan recurrido a la especie de hacer creer que fui lo inescrupulosamente capaz de armar esa «red» que me hizo un poderoso del derecho. Olvidan que en este país hemos vivido etapas en las cuales unas veces ha gobernado Copei y otras Acción Democrática.
En ninguno de los casos he tenido resortes que funcionaran a mi antojo con la finalidad de conformar fuerzas, que algunos han presupuesto en mis manos, para manipularlas a los efectos de mis particulares intereses. Con sano orgullo pudiera señalarse en mí siquiera un solo hecho que pudiera servirle a alguien para decir aquí y en esta circunstancia y oportunidad usted se valió de influencias gubernamentales o de cualquier otro género con la finalidad de hacerse de una situación que lo favoreció”.

## Congreso Nacional y lucha contra las drogas
David Morales Bello representó al estado Bolívar ante el Congreso Nacional, donde se desempeñó como diputado en varios periodos. Llegó a presidir la Comisión de Política Interior.
Fue electo senador en 1989 por su estado natal y presidió la Comisión de Defensa. Más tarde, en 1990, fue elegido como presidente del Congreso Nacional.
Como parlamentario, dejó legado en sus intervenciones en las Cámaras y en la redacción de numerosas leyes, incluyendo instrumentos destinados a combatir el flagelo de la droga en Venezuela.
“El consumo de drogas está causando daños en todos los sectores y estratos sociales, extendiéndose desde las residencias más aristocráticas hasta las viviendas y lugares más humildes”, pero que “el tráfico de tales sustancias, como negocio manejado en sus altas esferas por gente que dispone de mucho dinero, envuelve más que todo a personas inescrupulosas que, por ambición desmedida de riqueza, cometen el gravísimo delito de atentar contra la humanidad, no importándoles actuar como destructores de sus propios hijos. Caen en el desafecto, en la pérdida del cariño y del respeto a sus padres, abuelos, hermanos y demás familiares, generando situaciones conflictivas en el seno del grupo familiar y proyectando sus conductas irregulares hasta el campo delictivo, en el que comienzan consumando delitos contra la propiedad y terminan cometiendo crímenes atroces, como los asesinatos horribles de los cuales informan los medios de comunicación social, en términos demostradores de que la falta de conciencia por parte de los perpetradores de los hechos escandalizantes se traduce en brutal ferocidad, sin existencia de móviles o por motivos fútiles”. 

Cuando se discutía en el Parlamento, el 13 de octubre de 1993, la Ley Antidrogas, el legislador adeco reflexionó:
“¿Qué hacer con las víctimas de las drogas, a sabiendas  de que la aplicación de esa ley no se había traducido en resultados medianamente satisfactorios y, por el contrario, arrojaba una serie de lecciones frente a las cuales se imponía insistir en extremar las revisiones, a objeto de mejorar la actuación estatal en tan sensible área de la vida nacional, en consonancia con lo que ocurre a nivel mundial en la misma materia? Es por esto que entré en comunicación con el diputado Luis Enrique Oberto, a objeto de remitir el estudio del proyecto y enfocar su análisis hacia una reforma integral.
El Estado se ha empeñado en trastocar los términos de la ecuación y ha querido concentrar en el campo de la represión todo cuanto hay que hacer para luchar contra las drogas, relegando a un término minúsculo lo referente a la prevención, que debe ser la columna vertebral de toda actuación en materia referida esencialmente a un problema de naturaleza social, dinámico, global, multicausal, complejo y complicado. Se reincide en la errónea práctica de presentar como balance rendidor en la lucha contra las drogas, las incautaciones, los enjuiciamientos y condenas, cuando, si se revisa el otro aspecto del resultado de la aplicación de la Ley, nos encontramos con que el consumo de drogas ha aumentado y se ha elevado el nivel de utilización de nuestro país como puente, almacenándose aquí inmensas cantidades de drogas que ingresan desde Colombia”.

## Golpe de Estado de 1992
Durante la madrugada del 4 de febrero de 1992, un grupo de insurrectos pertenecientes a la Fuerza Armada y encabezados por el teniente coronel Hugo Chávez, intentaron deponer al presidente Carlos Andrés Pérez, sin éxito alguno, pues la rebelión fue derrotada militarmente. 
Tras la recuperación total del control del país, se desarrolló ese mismo día en sesión de cámaras conjuntas del Congreso un debate en el que el expresidente Rafael Caldera puso en duda que los golpistas pretendieran asesinar a Carlos Andrés Pérez. 

La fracción de Acción Democrática designó a David Morales Bello como orador para la sesión, pronunciando un célebre discurso que terminó con la frase “¡Mueran los golpistas!", refiriéndose a una muerte política de los mismos. 
 “Señor presidente, señor vicepresidente, distinguidos colegas parlamentarios: antes de efectuarse la formal reunión de cámaras conjuntas que ahora celebramos, las diferentes fracciones políticas parlamentarias realizamos una amplia consulta de opinión, a objeto de asegurarnos que al venir a considerar la materia que por su importancia debíamos incorporar al orden del día, mantuviéramos una actitud atenta a un orden de prioridades conforme al cual no diéramos la menor sensación de que, por alguna circunstancia, los autores, cómplices y encubridores de estos gravísimos hechos en perjuicio de la democracia venezolana pudieran contar con algún aliento en el seno de las cámaras legislativas nacionales. No hubo una discusión a fondo, sino una expresión racional de un sentimiento obediente a la necesidad colectiva de preservar la democracia evidentemente amenazada. Y debemos destacar que por parte de todos los concurrentes a esa Comisión Bicameral de Mesa Ampliada, hubo la más completa anuencia para que quien de nosotros hiciera presentación del Proyecto de Acuerdo, dejara constancia de que no habría discurso alguno.
En todo caso, convinimos que cualquier discusión política ocurriera con posterioridad a esta sesión que deberíamos destinar a expresar la opinión condenatoria del Congreso contra lo que reclamaba la mayor atención por parte de todos nosotros, sin distracción alguna. Es verdad que el senador vitalicio doctor Rafael Caldera no tomó parte en esa Comisión Bicameral Ampliada, pero sí extraña que después de haberse producido la votación unánime aprobatoria del Acuerdo emanado del Congreso para condenar los hechos de violencia, y respecto al decreto que, conforme a la constitución, debía producirse para mantener en vigencia la suspensión de garantías, el doctor Caldera haya hecho uso del derecho de palabra para expresarse en términos que obligan a hacer constar algunas aclaratorias: en primer lugar, no es cierto que en los considerandos del decreto de suspensión de garantías se hable de una situación pasada. Allí se hace referencia a unos hechos que ocurrieron en la madrugada de hoy y respecto a los cuales todavía se está pendiente, porque cuando procedimos a concurrir a esta reunión de cámaras conjuntas, la situación en la ciudad de Maracaibo se mantenía en pie, y el gobernador Oswaldo Álvarez Paz continuaba privado de su libertad. Lo mismo que en la ciudad de Valencia, donde los insurrectos se mantenían, como se mantienen, sin haberse entregado a las fuerzas gubernamentales.
Estos hechos, por su contundencia, por densidad, hablan por sí mismos, porque se han conocido en forma pública y notoria y porque, además, la ciudadanía toda de Caracas pudo escuchar las detonaciones de todo calibre, que daban la sensación de enfrentamientos armados, prolongados e intensos. Por esa naturaleza, es imposible imaginar que nos encontremos frente a hechos que ocurrieron en la madrugada de hoy y desaparecieron, porque, abstracción hecha de los focos aún latentes en Maracaibo y en Valencia, es imposible imaginar que de ellos no se deriven secuelas graves y exigentes de una actuación muy firme, en defensa de la vida institucional del país, tan seriamente amenazada. Todos los representantes de los partidos políticos que estuvimos presentes en el Palacio de Miraflores, en la madrugada de hoy, escuchamos directamente de boca del jefe de Estado y de algunos de sus más cercanos colaboradores la narración de lo sucedido en horas de noche, y todos pudimos ver el aspecto que presentaba el Palacio de Miraflores después de haber sido tomado por los alzados en armas, quienes penetraron con unas tanquetas e irrumpieron en su interior, causando destrozos desde las columnas de los corredores hasta en las dependencias donde despacha el presidente. Allí, en el Salón de los Espejos, pudimos ver los destrozos causados por impactos de disparos de alto calibre, y la circunstancia de que en la puerta misma del despacho del presidente hubiesen sido asesinados tres guardias que allí se encontraban, habla por sí, suficientemente, para entender que no hay magnificación alguna en los términos con los cuales se fundamenta el decreto de suspensión parcial de garantías, que ya ha sido aprobado por el Congreso.
Narraba el presidente de la República que a escasos minutos de su regreso, por vía aérea, del exterior, se dirigió a la residencia presidencial de “La Casona”, y que, encontrándose allí, tuvo conocimiento de las novedades, por lo cual dispuso trasladarse inmediatamente a su despacho en Miraflores. Luego de su salida, a escasos minutos, los insurrectos tomaron plaza en los alrededores del edificio y comenzaron a disparar armas de todo calibre, a sabiendas de que allí estaban la esposa, los hijos y los nietos del presidente, y en la creencia de que el presidente estaba allí también. Caracas escuchó lo prolongada que fue la situación de enfrentamiento para la toma de “La Casona”, sin que allí hubiese ningún objetivo militar que pudiese explicar la razón del ataque y el empeño por la toma. Se trataba, sin duda, de darle alcance al jefe de Estado y, con las armas empleadas, no hay que forzar la imaginación para pensar que la intención no era simplemente detenerlo.
Pero hay más. Cuando el presidente llegó al Palacio de Miraflores se produjo inmediatamente la entrada de las tanquetas y los elementos militares que se introdujeron a Palacio y dieron muerte a los tres primeros elementos que encontraron, dispararon igualmente las armas de guerra que portaban, dejando huellas en muros, puertas y ventanas, demostrando que lo que había resultado fallido en “La Casona”, esperaban que diera mejor resultado en Miraflores. El presidente Pérez, advertido de lo que ocurría y escuchando las detonaciones de los disparos que se hacían en Palacio en su presencia, optó por recurrir a los medios de comunicación social para informar a la colectividad nacional acerca de lo que estaba sucediendo. Y gracias a la posibilidad que tuvo de salir por otro lugar, no fue a ocupar el carro presidencial que estaba en Palacio y frente al cual se había apostado una tanqueta con un inmenso cañón que lo tenía en la mira, pensando los alzados que el presidente saldría a ocupar el vehículo. Si se hubiese tratado de un movimiento militar para deponer el gobierno presidido por Carlos Andrés Pérez, los golpistas hubiesen perpetrado sus hechos aprovechando la circunstancia de la ausencia del presidente del país. Haber organizado el estallido del golpe en consonancia con el regreso del presidente y su llegada a la residencia presidencial de “La Casona”, es un elemento absolutamente objetivo que pone de manifiesto las intenciones ciertas de los conjurados. No era deponer el gobierno lo que ellos buscaban, era asesinar al presidente de la República y, en consecuencia, causar un estado de confusión y zozobra que permitiera establecer el gobierno de fuerza que se proponían. Había es este caso una causa eficiente que los golpistas consideraban facilitadora de su acción condenable por criminal, y esa no era otra que el magnicidio —la muerte del presidente de la República—, como parte de un plan que habla por sí mismo en razón de la forma como se puso en ejecución. Ante estos hechos tan evidentes sorprende que una mente con tanta experiencia política como la del doctor Rafael Caldera, se deje abrazar por dudas y plantee, desde esta misma tribuna, su no convencimiento acerca de que los golpistas persiguieran asesinar al presidente. de la República, porque aun cuando pudiésemos estar frente a un caso de duda sistemática, las circunstancias son tan evidentes y los hechos son tan notorios, que hay que hacer un gran esfuerzo de abstracción para concluir pensando que quienes dispararon esas armas de tan alto calibre, durante tan largo tiempo, en forma tan sostenida y hacia lugares tan precisos como la casa donde estaba el presidente y el despacho oficial donde estaba el presidente, lo que buscaban era crear una situación que les permitiera simplemente dar un golpe de Estado. Sí estaba preparado un golpe de Estado, pero con esa gravísima característica de estar precedido por el asesinato del presidente.
En razón de estas circunstancias, no podíamos nosotros, los integrantes de las cámaras legislativas nacionales, poner en tela de juicio la afirmación que al respecto se hace en el decreto de suspensión parcial de las garantías, y, de allí, la forma positiva como el Congreso aprobó la vigencia de este decreto, el cual, como todos sabemos, podía dictarlo el Ejecutivo y aplicarlo durante diez días, para luego someterlo a consideración del Congreso. Fueron la entidad de los hechos y la gravedad de los propósitos perseguidos por los golpistas, lo que movió al gobierno, actuando en forma sin precedente y sin que transcurrieran siquiera seis horas, a remitir el decreto al Congreso, para que lo consideráramos, y el Poder Legislativo, cumpliendo con su deber, dictara el pronunciamiento ajustado a la necesaria defensa de las instituciones democráticas, tan peligrosamente amenazadas por el procedimiento que estamos condenando. No es de creer que una actuación cristalina como esta, precedida por una conversación amplia que el jefe de Estado sostuvo en Miraflores, ya rescatado el Palacio, con los representantes de los partidos políticos que allí acudieron, para darles seguridades de que el decreto de suspensión de garantías se ajustaría, en su aplicación, a lo que él mismo expresa como fundamentación esencial, pueda dar lugar a sospecha alguna.
Un levantamiento en armas de esta naturaleza no se puede pretender circunscrito, única y exclusivamente, a los elementos a quienes se hubiese logrado aprehender en el momento de la culminación de los hechos. Allí tiene que haber raíces que hay que hurgar, profundizando en la investigación, no tanto con propósitos retaliativos, sino a objeto de salvaguardar la República de repercusiones o resaques que se pudiesen producir en caso de algún tipo de debilidad donde procede su condena. Y para eso la constitución prevé el régimen de suspensión de garantías que, en este caso, será llevado a la práctica sin desviaciones, como lo aseguró el presidente al sostener que el decreto se ajustará a la necesidad institucional planteada y que la amplitud del gobierno se traducirá en una consulta permanente con respecto a las derivaciones de la aplicación del instrumento. No hacía falta entonces que en el Congreso levantáramos voz alguna para pedirle comedimiento al jefe de Estado, porque este, consciente de la situación que debe atender, de manera espontánea y voluntaria, le hizo el planteamiento a los jefes de los partidos, comprometiendo con ellos y ante ellos, la actuación del gobierno en torno al decreto que ahora hemos confirmado. Esto mismo nos sirve a nosotros de índice para advertir la seriedad con la cual está actuando el jefe de Estado y eso mismo debería impedirnos poner a funcionar cualquier sospecha que nos llevara a imaginar siquiera que el gobierno pudiese valerse de las circunstancias para actuar de manera diferente a como debe hacerlo en defensa de las instituciones democráticas contra las cuales los golpistas han atentado en forma tan evidente. Así las cosas, pensamos que hay una exageración en la sensibilidad política del senador vitalicio, doctor Rafael Caldera, al expresar desde esta tribuna alguna sospecha sobre el desvío que pudiera hacerse del decreto de suspensión de garantías que acabamos de aprobar, y esto debemos observarlo por no compartirlo. Por otra parte, esta sesión extraordinaria de cámaras conjuntas se ha convocado para expresar opinión del Congreso conforme a un orden de prioridades surgido a medianoche y en la madrugada del día de hoy. Ha habido una asonada, un levantamiento en armas por parte de militares traidores al juramento empeñado con la República, y eso se ha traducido en hechos de sangre, en pérdida de vidas y en daños que no estamos, en estos momentos, en condiciones de determinar. Todo ello conduce a la conclusión de que el país está viviendo una situación muy grave, y que hay que enfrentar a quienes materializaron los hechos y a los hechos mismos con absoluta decisión, con irrevocable decisión de ajustarse a ese orden de prioridades para no ceder ante la tentación de desviarse hacia otras consideraciones. No hemos sido convocados para venir a juzgar al gobierno. No hemos sido convocados para venir a emitir opinión con respecto a las políticas que se hayan estado aplicando en el país hasta la madrugada de hoy.
Ya lo decía el diputado Henry Ramos Allup, al expresar la opinión que unánimemente convinimos en sostener después de lo tratado en la Comisión Bicameral de Mesa Ampliada: el debate podemos darlo en cualquier momento después de este, pero ahora de lo que se trata es de condenar a los golpistas, de condenar el golpe… de hacerle saber al mundo que en el Congreso de la República de Venezuela se produjo un repudio total para el uso de la fuerza, a objeto de deponer el gobierno e implantar en nuestro país un régimen arbitrario. Vinimos para dejar claro que los golpistas no cuentan con aliento alguno, directa ni indirectamente, en los diputados y senadores que integran el Congreso de la República de Venezuela. Y, por muy inteligente que se sea, y por mucho que se pronuncien las palabras con un bisturí, lo cierto es que se encamina en el filo de la navaja cuando, frente a una intentona de golpe como la que estamos condenando, se hacen consideraciones que, de alguna manera, alguien pudiera interpretar como que buscan darle algún tipo de razón a quienes procedieron en la forma que estamos condenando. No podíamos, sin incurrir en gravísimas contradicciones, plantear a destiempo hechos y circunstancias políticas que desdibujaran la intención cierta y condenatoria del Congreso. Se condena en una sola palabra: “¡Mueran los golpistas!", expresó. 
Respecto a cómo el senador Morales Bello fue seleccionado como orador de orden para pronunciarse en contra del golpe de Estado, cuenta Henry Ramos Allup:
“El otro discurso que recuerdo fue el que pronunció en medio de oportunismos e hipocresías muy lamentables a propósito de los sucesos de febrero de 1992, cuando, de un golpe feroz, resucitó en Venezuela la abominable tragedia de los golpes de fuerza para deponer regímenes democráticos. Pensé con mucho acierto, y hoy celebro haber tomado esa decisión, que el mejor parlamentario, el más lúcido, el de más aplomo, el de más talante, el más fuerte, el más elocuente debía aceptar dar ese discurso y le dije a David: 'Doctor Morales, le pido a usted que haga el discurso'. Él solo me hizo una pregunta: '¿Tiene alguna recomendación especial?'. 'Ninguna, doctor Morales, todos nos atenemos a las palabras que usted pronuncie', le respondí. Y fue en esa ocasión cuando en un arresto de patriotismo y de sinceridad soltó aquella célebre frase que hoy tiene una valía y una apreciación verdaderamente patéticas: 'Muerte a los golpistas'.

## Aportes a la socialdemocracia
Aunque durante los gobiernos de Acción Democrática, David Morales Bello no ocupó ningún cargo en el  Ejecutivo Nacional, es considerado como una figura prominente dentro de ese partido venezolano.
Por varios años representó al partido en el Consejo Supremo Electoral, además de ser jefe de la Fracción Nacional de Abogados y fundador de la Fracción Nacional de Profesionales y Técnicos. Asimismo, le correspondió lanzar públicamente la primera candidatura de Carlos Andrés Pérez a la Presidencia de la República y se desempeñó como Jefe de Campaña en las dos oportunidades en que Carlos Andrés Pérez optó y ganó la Presidencia de la República de Venezuela.
Además, formó parte del Comité Ejecutivo Nacional de Acción Democrática, como secretario político ejecutivo. También participó en elecciones internas del partido aspirando a la presidencial. Sin embargo, en esa oportunidad, la representación le correspondió al Dr. Jaime Lusinchi.
Al final de su carrera política, Morales Bello fue presidente de Acción Democrática hasta que se retiró por razones de salud.

Siendo Acción Democrática un partido declaradamente socialdemócrata, Morales Bello dictó varias conferencias sobre el tema, En un discurso presenciado, entre otros, por miembros del Instituto Latinoamericano de Investigaciones Sociales (Ildis) en Ciudad Bolívar, el legislador aseguró a la concurrencia que el manejo de la economía dependerá del acento en un crecimiento de las potencialidades de los menos afortunados, creando la infraestructura necesaria para dar a sus vidas dignidad por medio del trabajo y de la productividad.
“Los socialdemócratas vemos en el Estado el instrumento mediante el cual el ahorro social se invierte en función de la multiplicación del bienestar, apuntalado a su vez por la progresiva incorporación de todos a la vida útil. De allí que, conforme a nuestro pensamiento, la capacitación, la insistencia en la educación y el adiestramiento, sean piezas angulares de un proceso largo pero continuo que sirve para sacar al hombre de su impotencia individualista. Entender que debe existir igualdad de oportunidades no necesariamente significa que todos los hombres y mujeres son iguales y deben ser guales en su realización social.
Creemos en la diversidad del tejido social, en la pluralidad de las vocaciones y deseos de los individuos, y, de allí, que por respeto irrestricto a la libertad social aceptemos como mejor forma de organizar la sociedad la que descansa en las vías democráticas que consagran la participación efectiva. A nuestro entender, la igualdad de todos está en los derechos y deberes, en las oportunidades que para realizarse la sociedad debe garantizar a los integrantes del pacto social, tanto por razones de estricto sentido moral como por razones de eficiencia, y, por ello, para los socialdemócratas el Estado y la cuestión del Estado es esencial en nuestra acción política.
En términos culturales, ese bloque debe ser canalizado hacia la integración de los componentes de la sociedad en pos de una meta nacional, que acerque a los distintos integrantes geográficos y sociales de la vida republicana bajo un perfil y patrón venezolano y venezolanista, y que no sólo se conecte a los valores inmanentes de nuestro gentilicio y de nuestro pasado, sino que dinámicamente evolucione conforme la sociedad va superándose a sí misma por obra de sus realizaciones.
En términos económicos, los socialdemócratas exigiremos a la base productiva de la sociedad su subordinación al hombre y las necesidades básicas de la mayoría, como condición indispensable para el crecimiento. Esto quiere decir que para nosotros la eficiencia no está desconectada ni de los procesos históricos ni de las circunstancias sociales en las cuales opera. Se es eficiente, social y económicamente hablando, cuando, usando la totalidad de los recursos disponibles para la sociedad, se logra integrar el máximo número de personas para que puedan contribuir dignamente, y mediante su trabajo, al engrandecimiento de la sociedad.
Este punto requiere un poco de elaboración porque, en los momentos de crisis, no faltarán quienes, valiéndose de su poder económico, intenten promover lo que he llamado un Club de Mezquindades argumentando falsedades históricas para tratar de disimular su resistencia ante el interés colectivo y su negación a transitar por las vías emergentes de los remedios necesarios, fingiendo al mismo tiempo compartir cuestiones principistas que cubran de impostura para presentarlas en términos amoldados a sus propias conveniencias.
Cuando se ataca al Estado venezolano y su actuación en el plano económico, cuando se le acusa de ineficiencia y, en base a este argumento, se exige el abandono de políticas de promoción e intermediación de la vida económica, se está en esencia pidiendo que la sociedad caiga en una especie de remedio peor que la enfermedad, porque, como consecuencia, el no crecimiento, él estancamiento y el retroceso en el producto bruto son las únicas ganancias que se pueden esperar de esa decimonónica posición”, dijo. 

## Retiro de la política
El retiro de David Morales Bello de la política ocurrió en medio de la celebración de una reunión de Acción Democrática en la que inesperadamente apareció Morales Bello. Al respecto, Henry Ramos Allup, contó:
“David padeció estoicamente la lapidación política de la que él salvó a muchísima gente para no ser, por cierto, reconocido. Aguantó y soportó porque David era un hito, David era un testimonio, un hombre verdaderamente inconmovible que aguantó como un varón. El tiempo ha comenzado a reivindicar el espíritu superior de David Morales Bello. Ya, cuando le llegó la hora del retiro que él mismo escogió —y debe saberse que el retiro de todos los políticos es triste, muy triste—, lo vi parado al fondo del salón azul, mientras celebrábamos el Comité Directivo de Acción Democrática donde me correspondió asumir la Presidencia. Estaba yo rindiendo un informe político cuando lo vi de pie en la puerta, rígido como era, casi tieso, con esa cápsula de tiesura en la que se encerraba para defenderse —que para eso era esa posición rígida y firme que siempre le observábamos, casi simétrica—, y se me vinieron tantas cosas a la cabeza que varié por completo el curso de mi exposición y le hice el reconocimiento y homenaje público, lo que me salía del alma, el reconocimiento a un hombre que había hecho tanto por Acción Democrática y tanto por Venezuela.

Yo no sé si sus hijos, si la Muñeca (su segunda esposa) vio alguna vez a David llorar, pero ese día lloró en público y fueron unas lágrimas de hombre, unas lágrimas de coraje. Recuerdo que en ninguno de los eventos de Acción Democrática llegué a escuchar un aplauso más atronador, más estruendoso, más sentido y más constante que el que ese día el Comité Directivo de Acción Democrática le dio a David, no como despedida, sino como reconocimiento, tardío, pero reconocimiento al fin, por todo lo que él había hecho por la Patria, por el partido”.

## Muerte
David Morales Bello falleció el 13 de abril de 2004, a los 79 años de edad. Sus restos reposan en el Cementerio del Este, en Caracas, Venezuela. Los asistentes al sepelio entonaron las estrofas del Himno de Acción Democrática: “Adelante a luchar milicianos, a la voz de la revolución”, haciendo honor a quien fue uno de los dirigentes fundamentales de la democracia venezolana y de esa tolda política. 

## Legado
El partido Acción Democrática, con el auspicio de la familia del doctor David Morales Bello, emprendió la tarea de difundir la obra de su emblemático dirigente, haciendo una recopilación de sus ensayos, discursos y entrevistas recogidas en el libro “David Morales Bello: Gladiador de la democracia", que cuenta con un formato digital.
Para impulsar la edición, la organización política hizo numerosos eventos durante el año 2024, bajo foros denominados "David Morales Bello, en obra viva", que estuvieron a cargo del economista Danny Leguízamo, exjefe nacional juvenil de Doctrina de Acción Democrática, y principal encargado de homenajear y recoger la vida y obra de Morales Bello.

Sobre uno de los eventos, El diario El Nuevo País reseñó: 
"Con la destacada participación de Danny Leguízamo, Monagas revive el legado de David Morales Bello en un evento de lealtad y memoria histórica. El pasado 28 de febrero de 2024, se celebró el foro «David Morales Bello, en obra viva», un evento que no solo sirvió para homenajear la vida y obra de una de las figuras más emblemáticas de la historia política de Venezuela, sino también para ofrecer una clase magistral sobre los valores y la trayectoria del partido Acción Democrática.
Organizado por la Secretaría General del CES de Acción Democrática en Monagas, bajo la batuta de Sandra Alfaro y su equipo, el evento se convirtió en una plataforma para el diálogo, el aprendizaje y la reafirmación de la lealtad hacia los principios fundacionales del partido. Fue 'una cátedra de la vida y obra de David Morales Bello, y un cúmulo de conocimiento de la historia política venezolana para los jóvenes', expresó Federico Alves, militante adeco.
El foro, que tuvo lugar en un momento crucial para la política venezolana, reiteró la necesidad de comprender el pasado para navegar el presente y forjar un futuro prometedor. “Hoy fue un día de lealtad con el partido, con sus fundadores y con Henry Ramos Allup”, comentó también Alves, enfatizando la continuidad de un legado que ha sido fundamental en la lucha democrática del país". 

## Libros
- "No podemos negarnos a escribir la historia: el hierro es venezolano". (1974).[16]
- "Aplicación de la doctrina socialdemócrata en Venezuela". (1984).[17]
- "Marginalidad, hambre y salud pública". (1985).[18]

## Honores
- Orden del Libertador en 1961 .[19]